# 蒼島暖地性植物群落

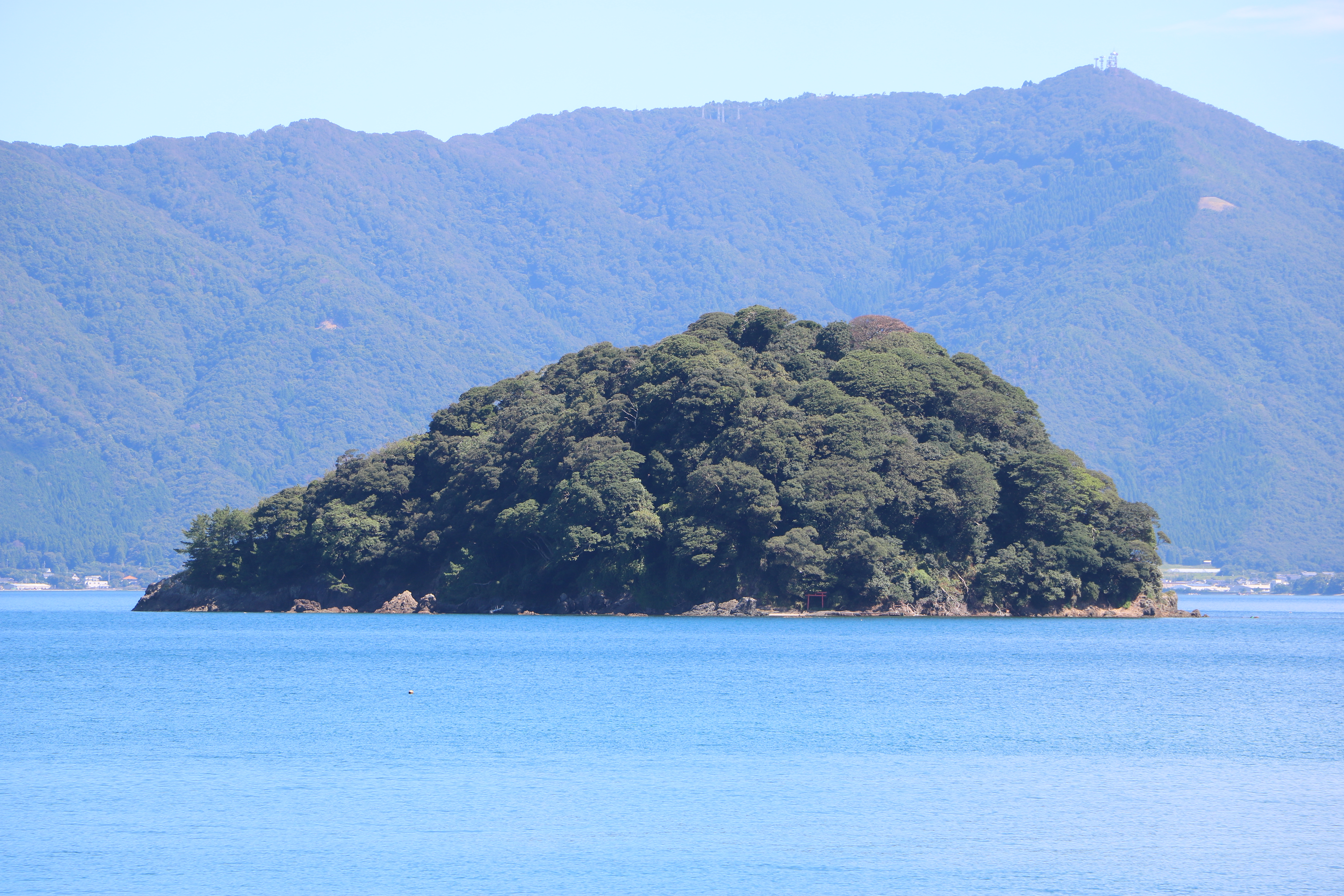
蒼島。南西側より撮影。遠景の山は内外海半島の久須夜ヶ岳。2019年9月8日撮影。

蒼島暖地性植物群落（あおしまだんちせいしょくぶつぐんらく）は、福井県西部の小浜湾に浮かぶ小さな無人島の蒼島に生育する、国の天然記念物に指定された暖地性の植物群落である。
蒼島の植物群落は、日本海側の北陸地方で一般的にみられる植生とは趣を異にした暖地性の植物で覆われており、その中でも特筆されるものが、モクセイ科の常緑高木のナタオレノキ（鉈折木）別名シマモクセイ（島木犀）と、サトイモ科の多年草のムサシアブミ（武蔵鐙）であり、いずれも自生の北限地である。
陸地から遠く離れた外洋に浮かぶ海洋島では植物区系が陸地と大きく異なるケースはごく一般的なことであるが、蒼島のように陸地に近い位置にありながら本土側の植生と著しく異なることは珍しく、蒼島の植物群落は「陸地に近い島でその植物区系の特異なもの」であるとして、蒼島暖地性植物群落の名称で1951年（昭和26年）6月9日に国の天然記念物に指定された。その後ナタオレノキは瀬戸内海の高井神島（愛媛県越智郡上島町）、徳島県の津島（海部郡牟岐町）、蒼島の数キロ西にある同県大飯郡高浜町の高浜漁港に隣接した鷹島でも自生していることが確認されたが、ムサシアブミを含め、ナタオレノキが自生する北限地は今日でも蒼島の自生地である。

## 解説

### 天然記念物指定の経緯
蒼島は小浜市中心部の西方に位置する加斗（かと）地区にある小島で、加斗地区の海岸線から約1キロメートル沖合にある面積8250平方メートル、標高39メートルの、砂岩と粘板岩の地層を基盤とする小規模な島嶼であるが、日本海側の北陸地方における一般的な植生とは趣を異にした暖地性の常緑広葉樹林で覆われている。蒼島に繁茂する植物は確認されているだけで55科122種におよぶが、その中でも特筆されるものがモクセイ科の常緑高木のナタオレノキ（鉈折木、学名 Osmanthus insularis Koidz.）と、ムサシアブミ（武蔵鐙、学名 Arisaema ringens）である。特にナタオレノキの自生地は従来、屋久島・種子島を経て九州の西岸を回り込むように分布 (生物)する「九州西廻り分布植物」と呼ばれる亜熱帯性（南方系）植物のひとつで、天然記念物の指定に先立ち植生調査が行わた当時には、福岡県の遠賀川流域が最北の自生地として認識されていた。
この島の植物群落が国の天然記念物に指定さたのは、植物学者の本田正次によって行われた現地調査によるものである。本田は1948年（昭和23年）5月6日に小浜港より小舟に乗って約30分をかけ蒼島へ渡り、島内の植物相を詳細に調査し、その結果を報告書にまとめ、当時の保存要目第十六により、翌々年の1951年（昭和26年）6月9日に国の天然記念物に指定された。蒼島の植物相を目にした本田は、至近距離にある本土側との植生の違いに驚き、報告書内で次のように記している。

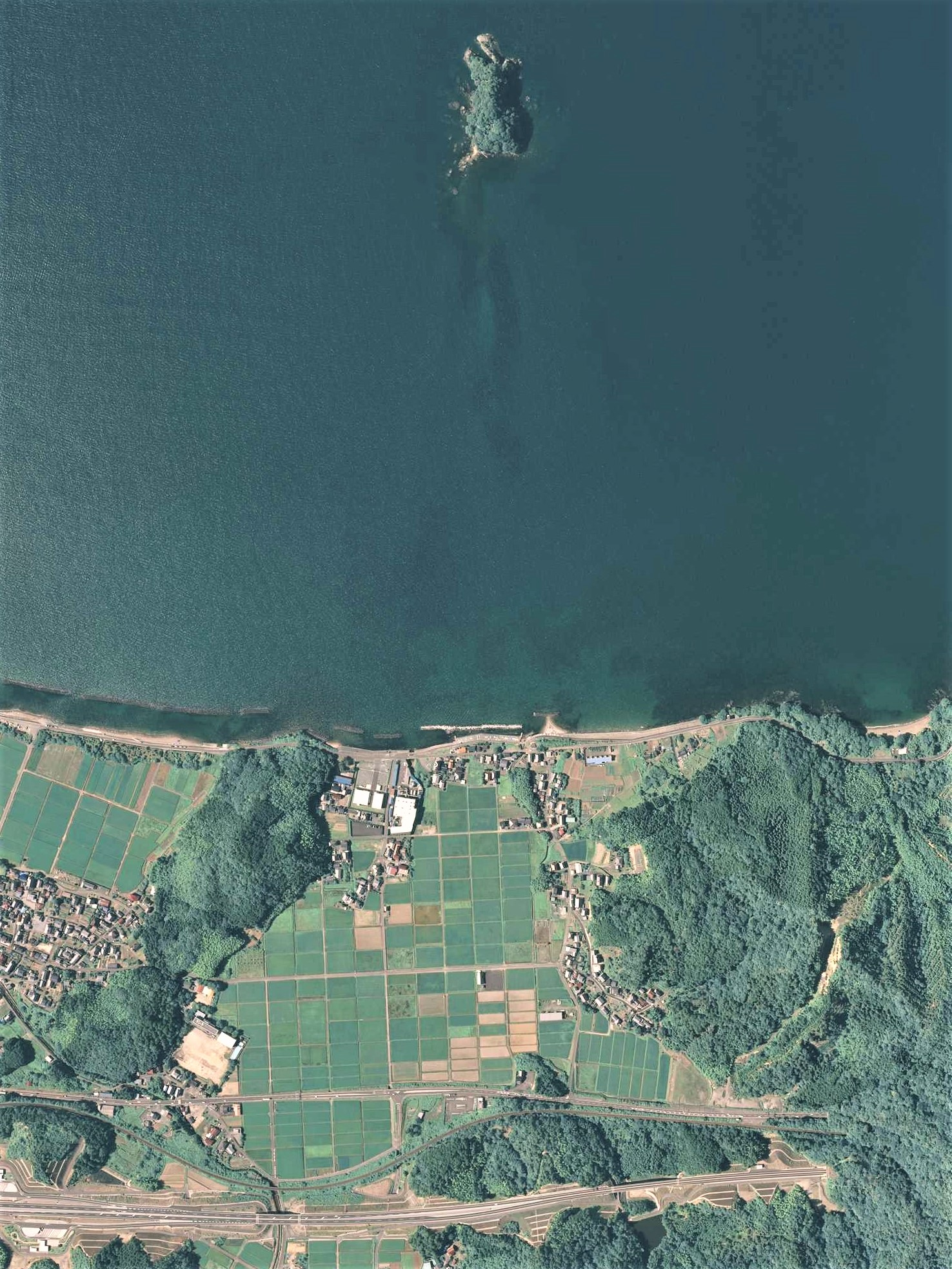
蒼島の空中写真。
加斗地区の沖合約1キロに浮かぶ。
。（2013年7月20日撮影）

暖地系の植物群で占められる特異な植物相を持つ蒼島は、小規模ながら急峻な地形であることもあって有史以来無人島であったと考えられ、島内には弁財天を祀る蒼島明神と呼ばれる小さな祠があり、島自体がこの明神の社叢林として古くから保護されていたため、島内の植生は伐採されることなく原生林の状態を保っているものと考えられている。特に本田の調査により自生が明らかになったナタオレノキが、従来知られていた分布域から遠く離れた北陸地方の小島に多数自生していることは、植物分布上の貴重な隔離分布であると言え、孤立して自生している理由については、暖流に乗って運ばれた種子が発芽したものと考えられている。また、別の説では南国のお姫様が小浜に嫁いで来たときに、持っていたナタオレノキの種、あるいは苗を蒼島に植えたという言い伝えがあるというが、いずれも確証はない。

### 昭和天皇と蒼島
蒼島の特異な植物相に対しては植物学に造詣が深い昭和天皇も興味を持っていたといい、1968年（昭和43年）に福井県で開催された第23回国民体育大会（国民体育大会）の行幸先候補のひとつに蒼島が選ばれ、昭和天皇の植物学研究の相談役であった京都大学の植物学者北村四郎から、福井県内の植物研究者として知られてた寒蝉義一（ひぐらしぎいち）へ打診が行われた。
これは同年6月25日に那須御用邸において那須の植物について昭和天皇へ進講した際、徳川義寛侍従長から北村に対し、同年秋に開催される福井県での国体行幸の際、蒼島の植物群落を見たい旨の相談があり、旧来の知人で会った福井県在住の植物学者の寒蝉に対し、蒼島の事前調査と下検分の依頼が行われた。蒼島は無人島であるため定期船はなく、島へ渡るには漁船などをチャーターする必要があり、寒蝉も10数年前に一度行ったきりであったという。
同年の8月7日、寒蝉は福井県の行幸啓本部係員と徳川侍従長を含む宮内庁関係者、京都から北村も駆け付けて、島へ渡船する御召艇、桟橋、島内の小径の補修など、下検分と打ち合わせが行われた。寒蝉はその前後の期間中を通して蒼島の資料作成のために様々な文献に当たり準備を進め、10月1に福井国体は開会された。昭和天皇が蒼島へ渡るのは10月4日の午後2時の予定であったが、福井県西部若狭地方は前日より天候が崩れはじめ、4日の当日は雨が降ったりやんだりの不安定な天候となり、徳川侍従長をはじめ、海上保安庁職員、気象台職員らがギリギリまで天候の様子をうかがったが、最終的に決行は困難ということになり、雨天時の代案として用意された、宿舎での説明に切り替えられた。
天皇・皇后への説明は宿舎の小浜市青浜館の一室で行われ、蒼島の植物分布上の特色について採集された標本と写真等を使って説明が行われ、昭和天皇から寒蝉へ、周囲の暖流、冬季の積雪量などについて質問が寄せられるなど、大きな関心を持っていたといい、帰り際に徳川侍従長より「両陛下は御居室の窓から雨にかすんで見える蒼島をご覧になり、行かれなかったことを残念がっておられた」という話を聞いたという。

### 蒼島の植物相
福井県が1994年（平成5年）6月25日に行った植生調査によれば、蒼島の照葉樹林群落の樹高は15から20メートルで、高木層はタブノキ、スダジイが多く、次いでヤブニッケイ、ナタオレノキ、モチノキなどが占め、亜高木層はヤブツバキ、低木層はアオキが優占し、次いでシロダモ、トベラ、マルバグミ、ハゼノキなどが見られる。林床の草木はムサシアブミ、ベニシダ、ヤブラン、カラタチバナ、ヤブコウジ、ヒトツバ、ムベ、テイカカズラといった常緑の草本類やつる性植物が繁茂している。
蒼島は本土からの距離が近いものの、無人島で交通機関も無いため訪れる人も少なく、また、国の天然記念物に指定されているため、今後も伐採や土地改変などの恐れは少ないと考えられる。その一方で小浜湾が属する同じ海域の若狭湾にある鷹島や冠者島では、サギ類が営巣してコロニーを作り、その影響によって樹木、森林が衰退する危険性が指摘されている。蒼島では今のところカラスが多く営巣しているため、サギ類の侵入が阻止された状態になっているが、今後の周辺海域や沿岸部の環境の変化によっては、鳥類の行動に影響が起きて蒼島の森林環境に悪影響が起こる可能性があり、福井県の自然保護課では、その観点に対しても留意が必要であるとしている。
また、2021年（令和3年）7月16日には、小浜市立加斗小学校の6年生が授業の一環として、シーカヤックを使用して蒼島へ渡り上陸して植物観察を行うなど、蒼島の植物群落は地元小学校児童の学習の場としても活用されている。

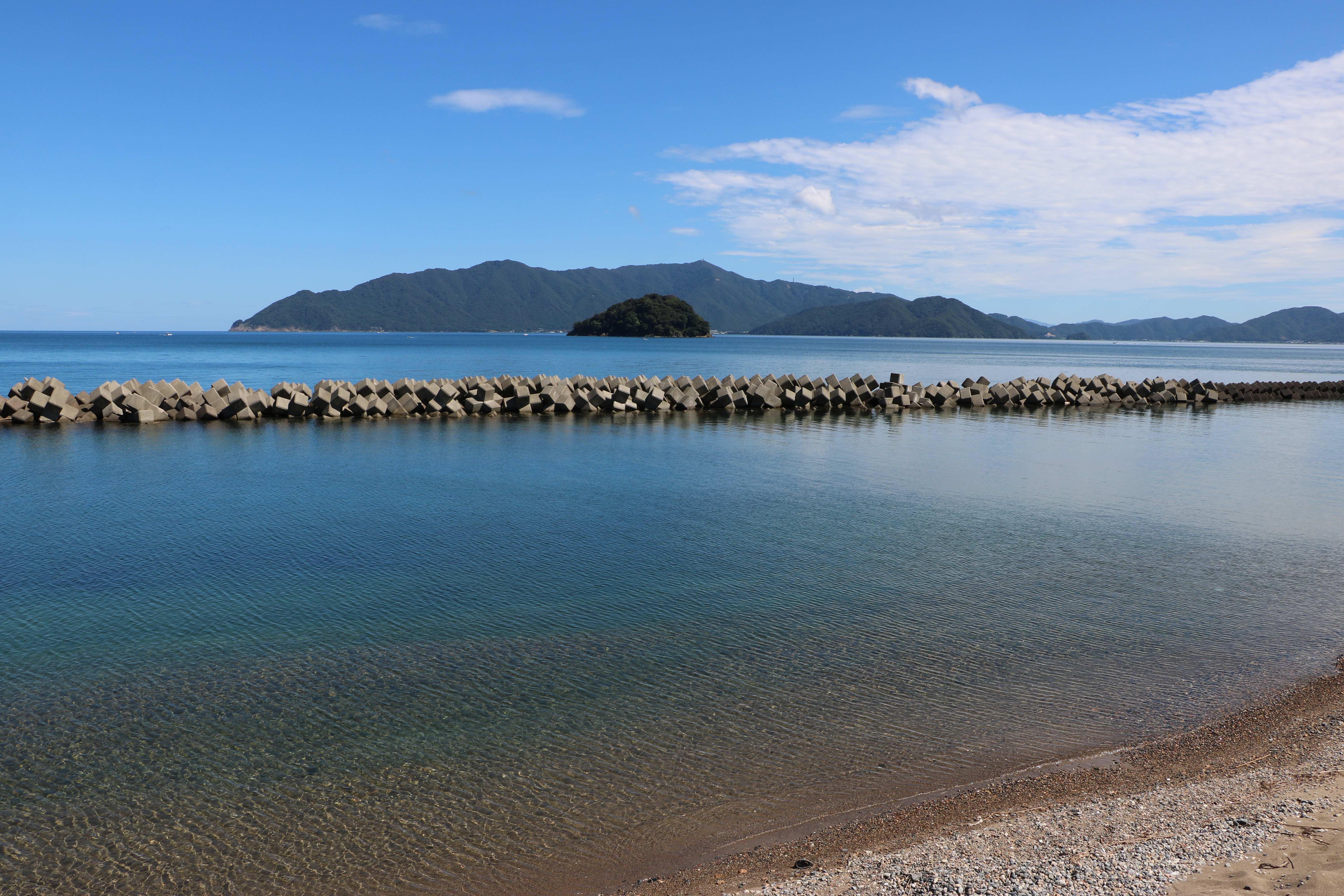
南西側より撮影した蒼島。
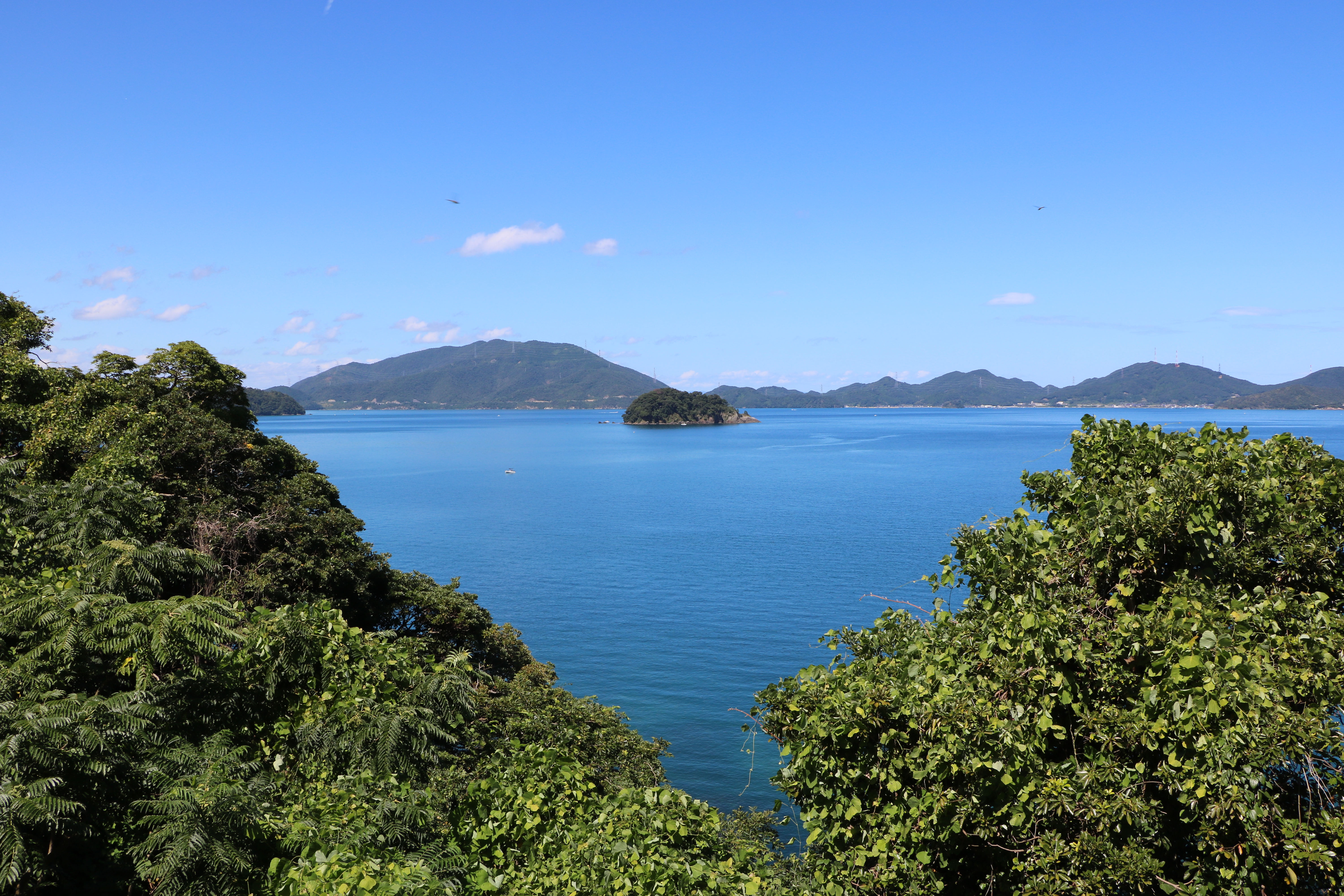
南南東側の袖崎付近の高台より撮影した蒼島。
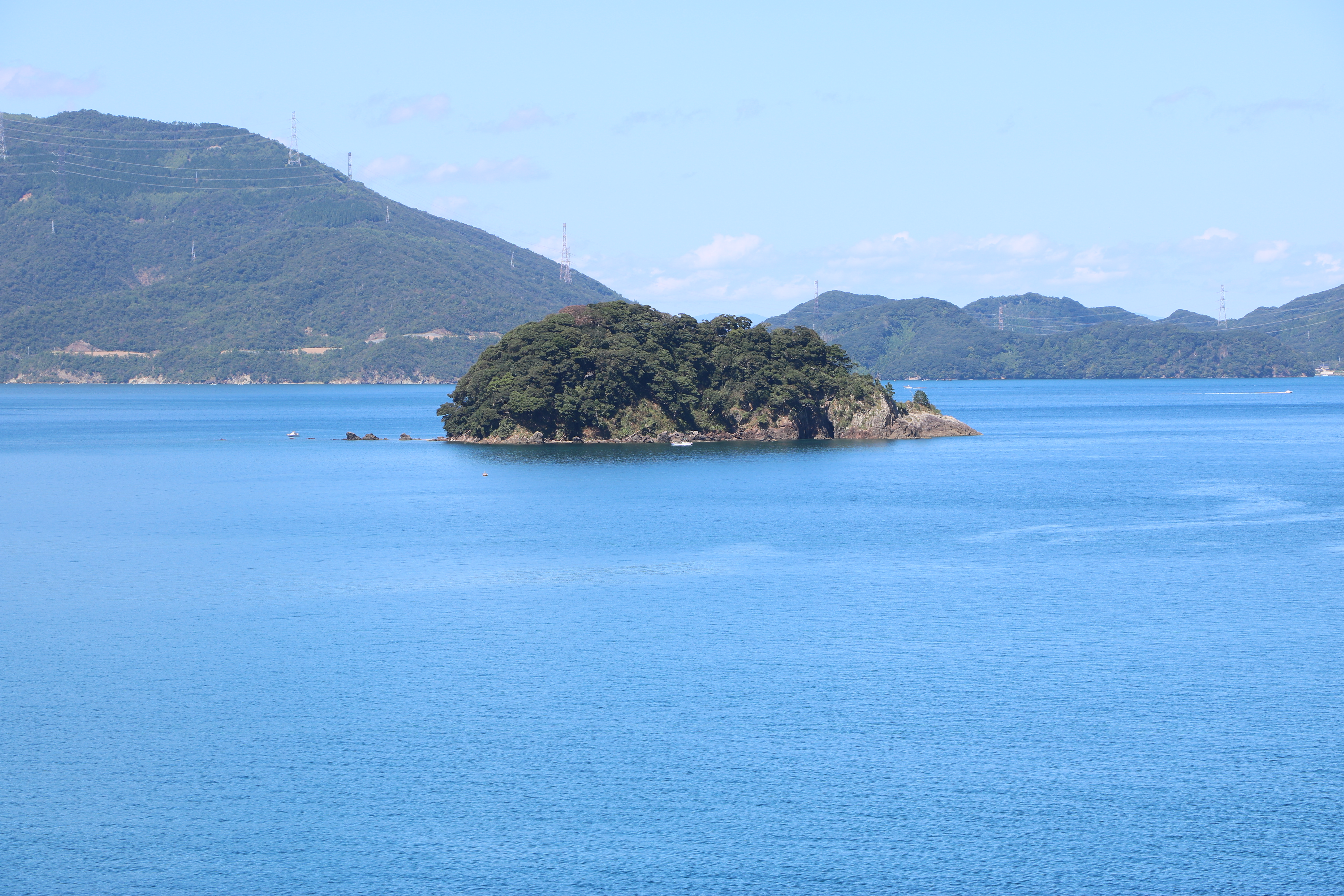
南南東側の福井県道235号加斗袖崎住吉線より撮影した蒼島。

## 交通アクセス
所在地
- 福井県小浜市加斗。

交通
- 無人島であり公共交通機関はない。ここでは最寄り駅とインターチェンジを挙げる。
  - 西日本旅客鉄道（JR西日本）小浜線加斗駅。
  - 舞鶴若狭自動車道小浜西インターチェンジ。